# Неппово
Не́ппово — посёлок в Котельском сельском поселении Кингисеппского района Ленинградской области.

## История
По данным «Памятной книжки Санкт-Петербургской губернии» за 1905 год селение называлось Непово и административно относилось к Ратчинской волости 2-го стана Ямбургского уезда Санкт-Петербургской губернии, в селении находился «бумагоделательный завод, принадлежащий г. Блоку».
С 1917 по 1924 год посёлок Непово (он же — Бумажная фабрика) входил в состав Монастырского сельсовета Котельской волости Кингисеппского уезда.
С 1925 года в составе Вассакарского сельсовета. 
Согласно данным переписи населения СССР 1926 года в фабричном посёлке Непово проживали 338 человек, большинство русские, а также  эстонцы, латыши, немцы и поляки.
С 1927 года в составе Котельского района.
В 1928 году население посёлка Непово составляло 345 человек.

План посёлка Неппово. 1938 год

Согласно топографической карте 1930 года посёлок насчитывал 25 дворов. В посёлке находилась бумажная фабрика.
С 1931 года в составе Кингисеппского района.
Согласно топографической карте 1938 года посёлок назывался Непово и насчитывал 37 дворов.
C 1 августа 1941 года по 31 января 1944 года посёлок находился в оккупации.
В 1958 году население посёлка Непово составляло 150 человек.
По данным 1966, 1973 и 1990 годов посёлок назывался Неппово и входил в состав Котельского сельсовета.
В 1997 году в посёлке Неппово проживали 568 человек, в 2002 году — 299 человек (русские — 96 %), в 2007 году — 82.

## География
Посёлок расположен в северо-восточной части района на автодороге 41К-577 (подъезд к пос. Неппово).
Расстояние до административного центра поселения — 11 км.
Посёлок находится у железнодорожной платформы Николаево на линии Калище — Веймарн.
По северной окраине посёлка протекает река Систа.

## Экология
Постановлением правительства Российской Федерации от 08.10.2015 № 1074 посёлок Неппово включен в перечень населённых пунктов, находящихся в границах зон радиоактивного загрязнения вследствие катастрофы на Чернобыльской АЭС и отнесён к зоне проживания с льготным социально-экономическим статусом.

## Демография
| 2007 | 2010 | 2017 |
| ---- | ---- | ---- |
| 82   | ↗275 | ↘253 |

### Национальный состав
Согласно данным Всероссийской переписи населения 2021 года в посёлке проживали 126 человек, из них:
 русские — 122, украинцы — 2, таджики — 1, эскимосы — 1 человек.